# Empoasca albipennis
Empoasca albipennis är en insektsart som beskrevs av Irena Dworakowska 1977. Empoasca albipennis ingår i släktet Empoasca och familjen dvärgstritar.
Artens utbredningsområde är Vietnam. Inga underarter finns listade i Catalogue of Life.